# 皮诺定律
皮诺定律是一个原始印欧语（PIE）的音位学规则，以发现者法国印欧学家乔治-让·皮诺的名字命名。
根据这个规则，原始印欧语中喉音在 *y 之前消失。试比较：
- PIE *krewh̥₂s “生肉，血”> 吠陀语 kravís，古希腊语  （PIE中的喉音音节常衍生为吠陀语的 -i- 和古希腊语的 -α-）
- PIE *krewyo- > 吠陀语 kravyás，立陶宛语 kraũjas（吠陀语中不再有 -i-，立陶宛语中那个带扬抑符而不是锐音符的u可能来自喉音）